# Miele

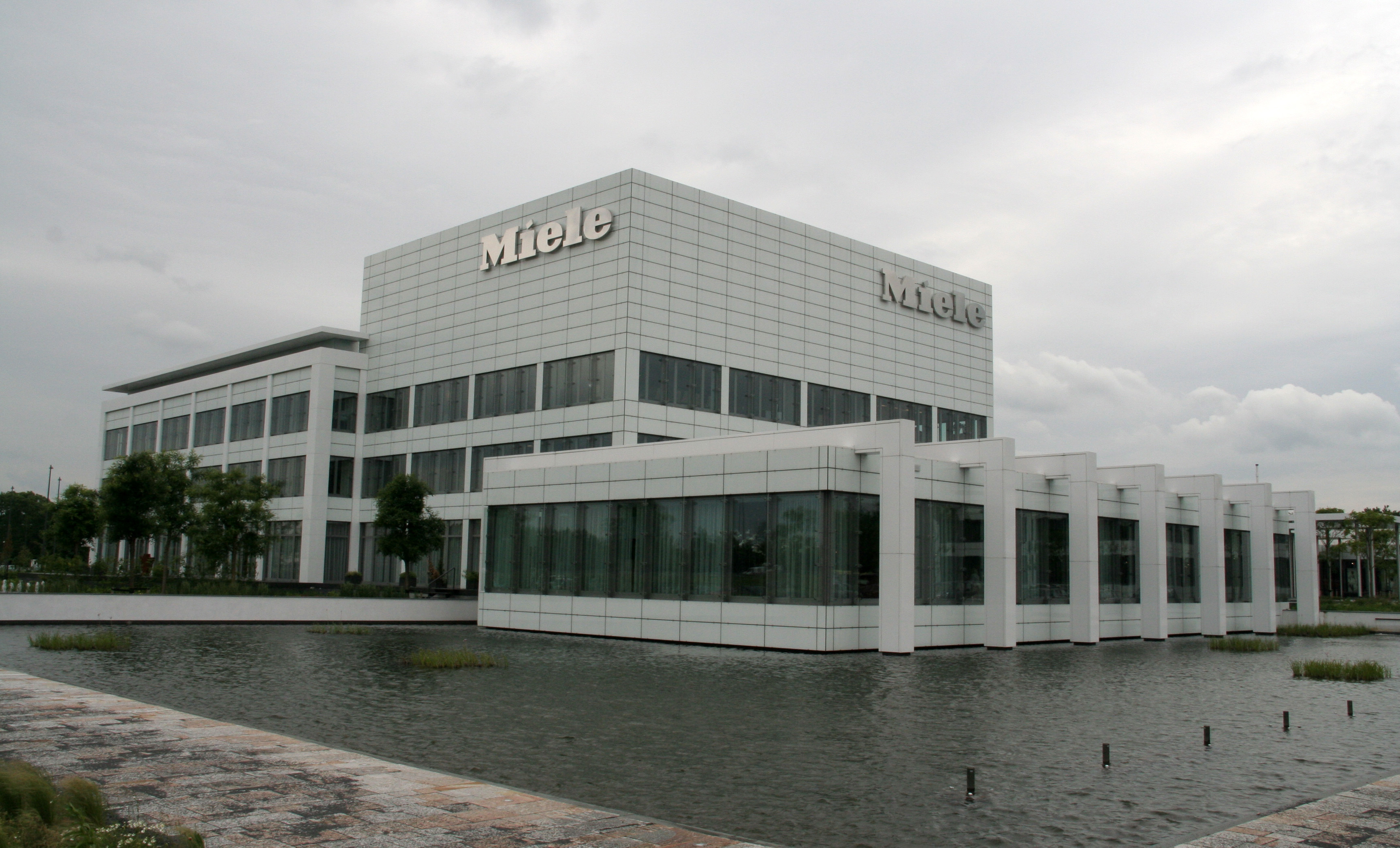
Miele Experience Center w Vianen, w Holandii

Miele & Cie. KG – niemieckie przedsiębiorstwo zajmujące się produkcją artykułów gospodarstwa domowego (m.in. pralek, chłodziarek, ekspresów do kawy, zmywarek do naczyń, piekarników). Siedziba przedsiębiorstwa znajduje się w Gütersloh, w kraju związkowym Nadrenia Północna-Westfalia, w Niemczech. Przedsiębiorstwo ma obecnie swoje przedstawicielstwa w 47 krajach.
Przedsiębiorstwo założyli w 1899 roku Carl Miele i Reinhard Zinkann, a dziś rodzinnym przedsiębiorstwem kieruje już czwarte pokolenie rodzin założycieli.